# Серебряний Йосип Олександрович
Йосип Олександрович Сере́бряний (нар. 25 квітня 1907, Городня — пом. 12 серпня 1979, Ленінград) — російський радянський живописець, графік, плакатист; народний художник СРСР з 1977 року, член-кореспондент Академії мистецтв СРСР з 1947 року.

## Біографія
Народився 12 [25] квітня 1907 року в місті Городні (тепер Чернігівська область, Україна). З 1925 року учасник виставок. В 1927—1931 роках навчався в ленінградському ВХУТЕІНі — Інституті пролетарського образотворчого мистецтва у В. Савинського, А. Рилова та інших. У 1931—1934 роках працював як театральний художник.
Член ВКП(б) з 1943 року. У 1948—1951 роках та з 1954 року викладав у Інституті живопису, скульптури та архітектури імені І. Ю. Рєпіна в Ленінграді (з 1949 року — професор).

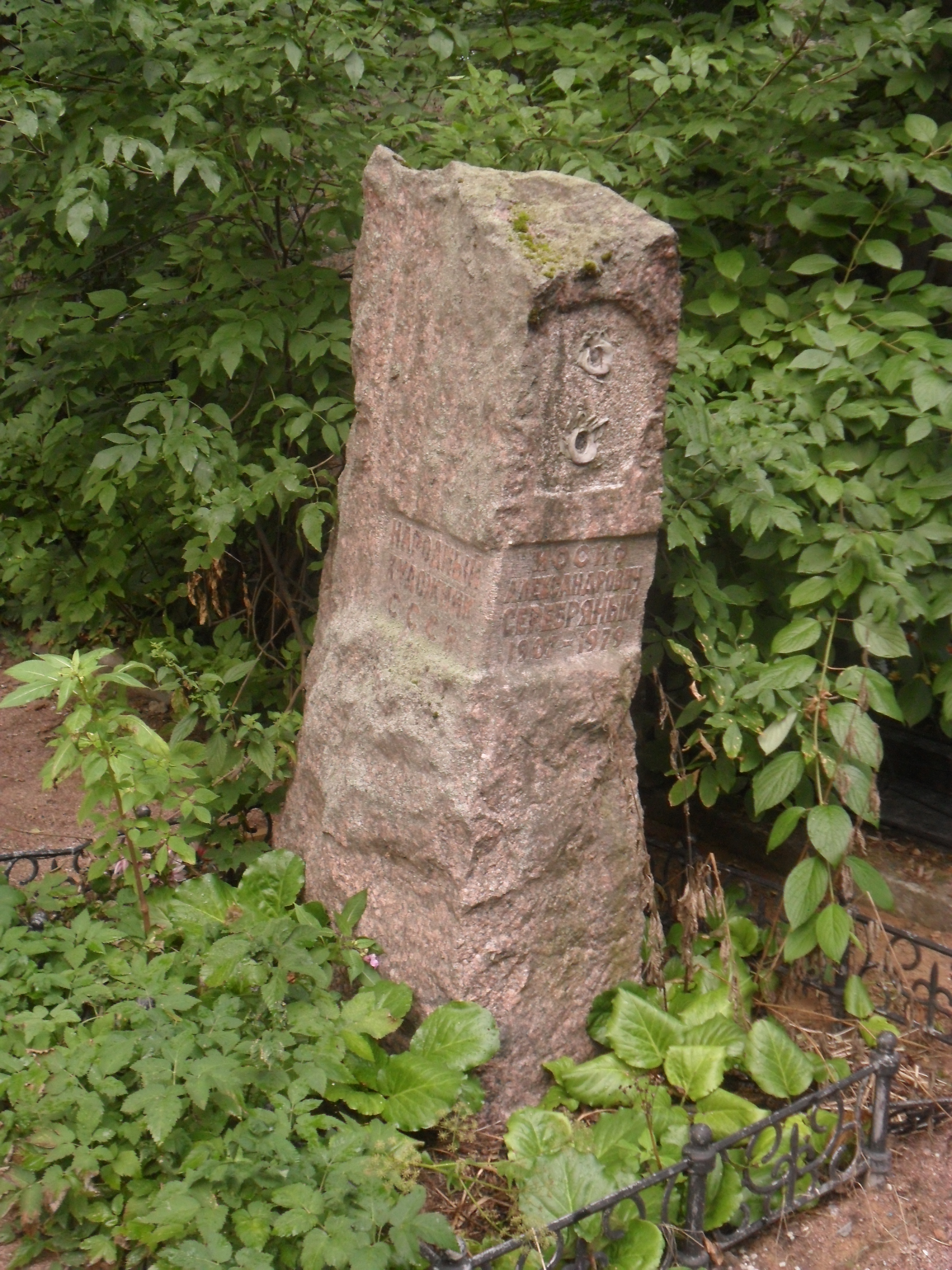
Надгробок художника.

Помер у Ленінграді 12 серпня 1979 року. Похований на Серафимовському кладовищі.

## Творчість
Картини:
- «Партизани-лесгафтівці» (1942);
- «Концерт Ленінградської філармонії» (1957);
- портрети композитора Д. Шостаковича (1964) і хірурга П. Купріянова (1965);
- плакати.

Картини зберігаються в Російському музеї в Санкт-Петербурзі і Третьяковській галереї в Москві.